# X線

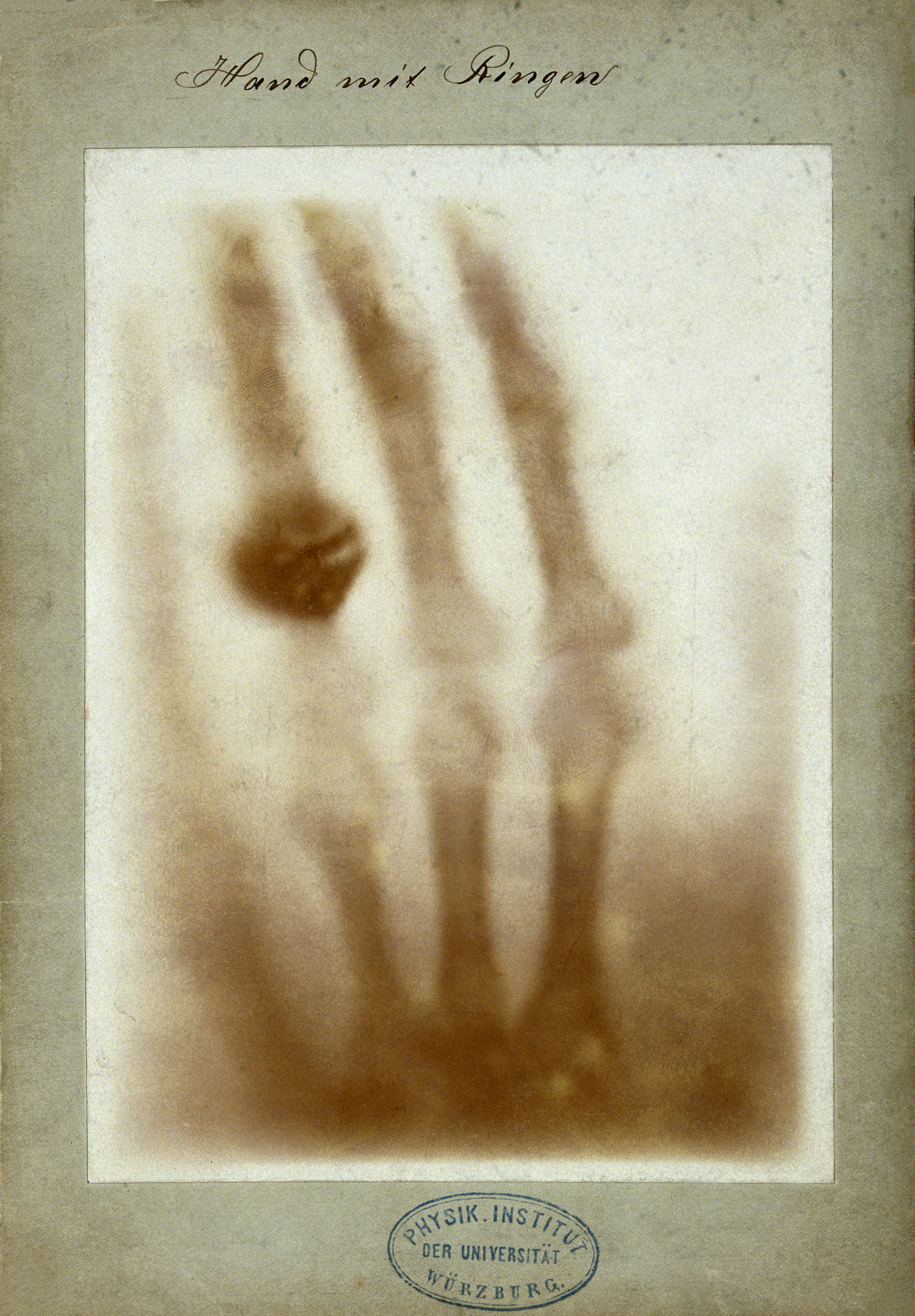
レントゲンが1896年1月23日に撮影した手の透視画像。骨と指輪の部分が黒く写っている。

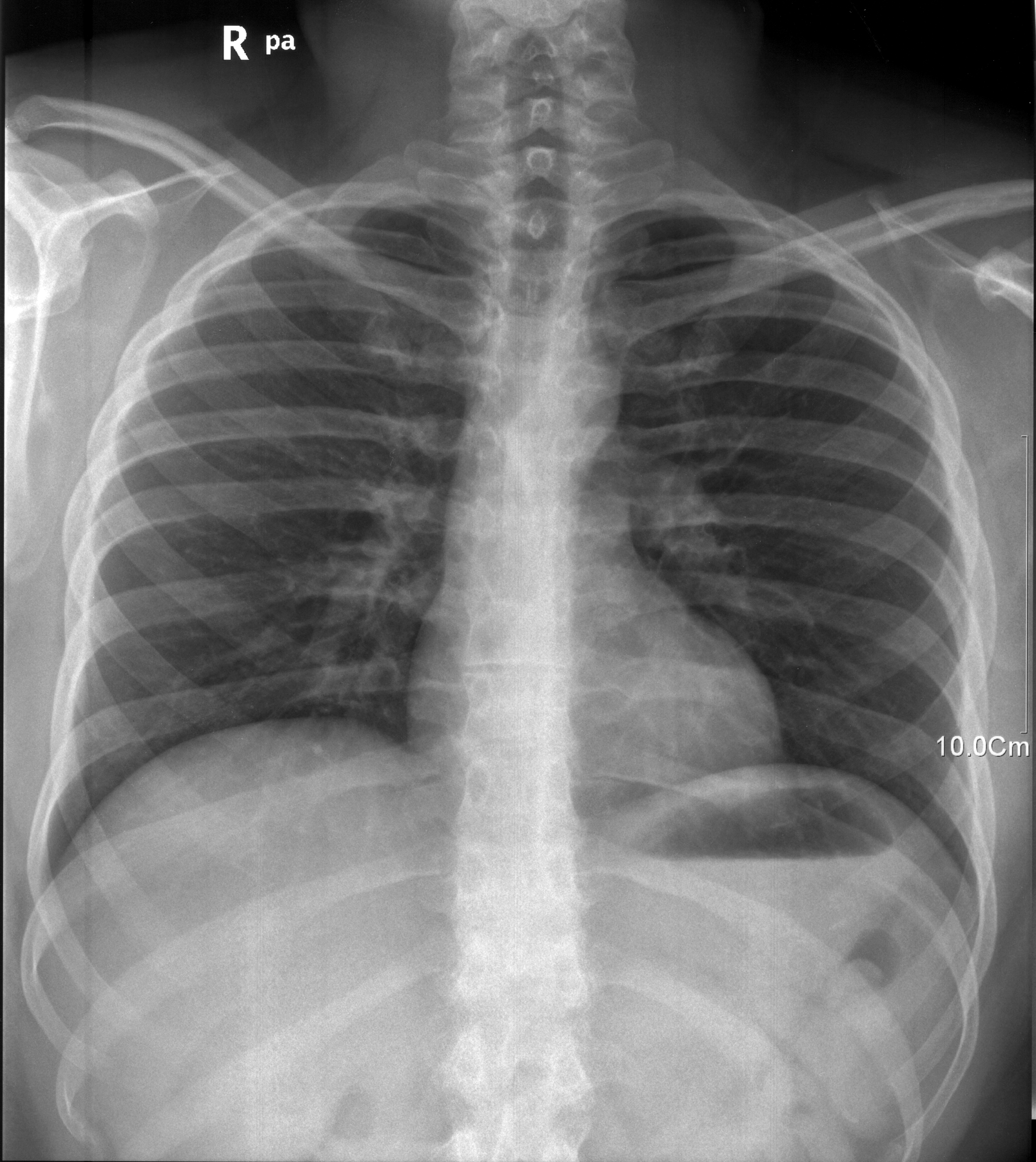
人間の胸部のX線画像

X線（エックスせん、英: X-ray）は、波長が1 pm - 10 nm程度の電磁波である。発見者であるヴィルヘルム・レントゲンの名をとってレントゲン線と呼ばれることもある。電磁波であるが放射線の一種でもあり、X線撮影、回折現象を利用した結晶構造の解析などに用いられる。呼称の由来は数学の“未知数”を表す「X」で、これもレントゲンの命名による。
1895年11月8日、ドイツのヴィルヘルム・レントゲンにより特定の波長域を持つ電磁波が発見され、X線として命名された。この発見は当時直ちに大反響を呼び、X線の発生について理論的方向付けを与えようとしたポアンカレは1896年1月に、蛍光物質とX線の関連について予測を述べた。その予測に従い、翌月の2月にアンリ・ベクレルはウランを含む燐光体が現代からいえば放射性物質であることを発見するなどX線の発見は原子核物理の端緒となった。
日本の法令上は片仮名を用いて「エックス線」若しくは「エツクス線」（ツを並字で表記する）と表記するのが原則となっている。

## 発生方法

管理域シンボル

### 電子の励起準位の差によるもの
例えば、対陰極(陽極)として銅、モリブデン、タングステンなどの標的に、加速した電子ビーム（30 keV程度）を当て原子の1s軌道の電子を弾き飛ばす、すると空になった1s軌道に、より外側の軌道（2p、3p軌道など）から電子が遷移してくる。この遷移によって放出される電磁波がX線（特性X線）である。この時、軌道のポテンシャルエネルギーの差で電磁波の波長が決まるので、どのような波長のX線でも出てくるわけではない。
加速電圧（管電圧）と電子流による電流（管電流）からくる消費電力の1 %程度だけがX線に転換される。つまり電子線の電力の99 %が対陰極の金属塊を熱するということになるため、実験上冷却が重要である。このような方法でX線を発生させる装置は、
- X線管（特にX線管の中で分析管と言われるものは特性X線を利用する）
- クルックス管

がある。

### 運動エネルギーによるもの
電子を対陰極で急激に制動させたり、磁場により運動方向を変更したりするなどの加速度運動をするとX線が放射され（制動放射）、制動X線と呼ばれる。特定のスペクトルを示さないので、白色X線と言われる。このような方法でX線を発生させる装置は
- X線管
- 放射光施設（SPring-8等）[3]

### 熱によるもの
レーザーで高温のプラズマを発生させ、超短パルスのX線を発生させたり、X線レーザー発振の研究が行われている。
- 高温のプラズマ
- ブラックホールに落下し加熱されたガス

### トライボルミネッセンス
セロハンテープのロールを一定の速さではがすことによるもの。トライボ（摩擦）ルミネッセンスの一種であるが、X線の発生については2008年現在の摩擦学の理論では十分な説明ができない。1950年代には旧ソ連の科学者たちが、セロハンテープロールをある速さではがすとエネルギースペクトルのX線の領域でパルスが発生することを突き止めていた。2008年にUCLA（米カリフォルニア大学ロサンゼルス校）のチームが、真空中でセロハンテープを秒速3 cmの速さで剥がすことでX線撮影が可能な強度のX線が発生したことを観測し、ネイチャー誌に発表した。

### 強誘電体の熱膨張・収縮によるもの
強誘電体に電流を流す事で熱膨張・収縮する時に生じる高電圧(80 kV)により低圧～真空容器内の残留ガスに起因する電子が加速され、微小試料に衝突して試料に含まれる元素特有の特性X線が発生する。百円ライターやガスコンロの着火に使用される圧電素子でも高電圧が発生してX線が発生する可能性がある。

## 用途
- 医療分野（診断用）でのX線撮影（レントゲン撮影）・CT
- 材料の内部の傷等の探索（非破壊検査）
- 物性物理学分野での結晶構造解析（X線回折）
- 化学物質等に含まれる微量の元素の検出(蛍光X線分析法)
- 空港・飛行場における搭乗前の手荷物検査（後方散乱X線検査装置）
- 食品分野における出荷前の異物混入検査（X線検査装置）
- 見世物 - 観客の前で人間を骸骨に変化させる「人間変化」（X線の応用という触れ込みで、レントゲン写真を掲げていたが、実際はペッパーズ・ゴーストを応用した物）、「箱の中身はなんだろな」箱を持つ舞台上の芸人にX線を照射して箱の中身を当てる「千里眼」など。X線の発見当初はむしろ見世物としての活用が主な用途で、活動写真などと同じく、電気を利用した見世物の一つとして人気を博したが、次第に飽きられた。常設小屋としては、浅草の「珍世界」（後の富士館）や「電友館」（後の電気館）などが有名。当時はまだX線の害が詳しく判明していなかったものの、なんだろな箱を持つ手が急性皮膚炎になったという症例が当時から報告されている。X線を1896年から4年間浴び続けた芸人が、1900年に皮膚癌で死亡したとの報告があり、これがX線による世界最初の犠牲者だと現在では考えられている[8]。

## 種類
超軟X線 (Ultrasoft X-ray)
約数10 eVのエネルギーが非常に低く紫外線に近いX線
軟X線 (Soft X-ray)
約0.1 – 2 keVのエネルギーが低くて透過性の弱いX線
X線 (X-ray)
約2 – 20 keVの典型的なX線 （一部を軟X線に入れたり硬X線に入れる場合もある）
硬X線 (Hard X-ray)
約20 – 100 keVのエネルギーが高くて透過性の強いX線
波としての性質より粒子としての性質を強く示すようになる。

## 測定
X線の検出には写真作用、蛍光作用、イオン化作用などの作用が利用され、X線フィルムや乾板を用いる写真法、計数管（サーベイメーター）を用いる計数管法などがある。

## 健康への影響
高線量のX線を含む放射線は健康に悪影響を及ぼすことが知られているほか、低線量での影響も研究されている。
2003年に米国アメリカ合衆国エネルギー省の低線量放射線研究プログラムによる支援等を受けて米国科学アカデミー紀要(PNAS)に発表された論文によれば、人の癌リスクの増加の十分な証拠が存在するエックス線やガンマ線の最低線量は、瞬間的な被曝では、10–50 mSv、長期被曝では50–100 mSvであることが示唆されている。

### 関連人物
- ヴィルヘルム・レントゲン - X線を発見した。
- マックス・フォン・ラウエ - X線回折を発見し、X線が電磁波であることを示した。
- ヘンリー・ブラッグ、ローレンス・ブラッグ - ブラッグの法則を発見した。